# 少海街道
少海街道，是中华人民共和国山東省淄博市桓台县下辖的一个乡镇级行政单位。

## 行政区划
少海街道下辖以下地区：
宝发社区、锦秋社区、云涛社区、商城社区、兰香园社区、西苑社区、宝龙社区、东城社区、兴华社区、恒星社区、少海社区、五里村和赵家村。